# 相模原市立相模原球場
相模原市立相模原球場（さがみはらしりつ さがみはらきゅうじょう）は、神奈川県相模原市中央区の淵野辺公園内にある相模原市立の野球場。施設は相模原市が所有し、指定管理者制度に基づき、まち・みどり公社・東海体育指導グループが管理・運営を行っている。通称は淵野辺球場。
施設命名権（ネーミングライツ）により、2011年4月1日から愛称をサーティーフォー相模原球場としている（詳細は後述）。

## 歴史
1986年9月30日に神奈川県立相模原球場として開場。以来、高校野球・大学野球などアマチュア野球、ベースボール・チャレンジ・リーグ公式戦が開催されている。
プロ野球の最初の試合は翌1987年3月に開催されたオープン戦・横浜大洋ホエールズ対南海ホークス戦。この試合で地元相模原出身の大洋・高木由一が球場“プロ第1号”本塁打を放った。以後は主に二軍の試合が開催されている。
以前、日本ハムファイターズの二軍は、老朽化し観覧設備のない日本ハム球団多摩川グランドでイースタン・リーグ公式戦を開催していたが、合宿所からは近いものの試合運営や観客サービスの低下など問題が生じたため、1992年から主催公式戦を相模原球場で行うようになり、1996年まで本拠地として使用。しかし、1997年、日本ハムは千葉県鎌ケ谷市にファイターズ鎌ケ谷スタジアムなど球団施設を完成させたため相模原からは撤退、その後は横浜の二軍が主催公式戦を年間数試合開催するようになった。ファーム関連ではこの他1994年にジュニア日本選手権・読売ジャイアンツ対オリックス・ブルーウェーブ戦が、1997年にはジュニアオールスターゲームが開催された。
一軍公式戦が行われるのは稀で、横浜ベイスターズが1998年9月8日の対ヤクルトスワローズ戦を主催したのが初。この他、オープン戦を数回開催したことがあるが、開催はいずれも不定期である。また開催の都度ことごとく悪天候に見舞われる上に元々、暗渠の状態が悪いためフィールドの水捌けの悪さにさいなまれるケースが多々ある（エピソードで一部詳述）。
所有者が神奈川県から相模原市に移譲することとなり、2008年度より県側の負担により電光掲示板の改修などが行われた。2009年4月1日からは、相模原市に引き継がれ相模原市立相模原球場に球場名が変更された。2009年よりイースタン・リーグの横浜DeNAベイスターズ二軍の準本拠地として、月1試合程度が開催されていたが、後年撤退している。
大学野球では主に首都大学野球連盟や神奈川大学野球連盟が公式戦を行っている。2016年からは東都大学野球連盟の2部リーグ戦でも使用されるようになった。
2020年よりベースボール・チャレンジ・リーグ（ルートインBCリーグ）に加入した神奈川フューチャードリームスが公式戦を開催しており、初年度はチームの主催試合では最多となる7試合（平塚球場と同数）を開催した。
この球場ではジェット風船を飛ばすことが禁じられている。これは試合進行妨害となるためであるが、外野スタンド後方は住宅地で高校も立地していることから、これらに風船が入り込むのを予防するための措置であるともいわれている。

## 施設命名権

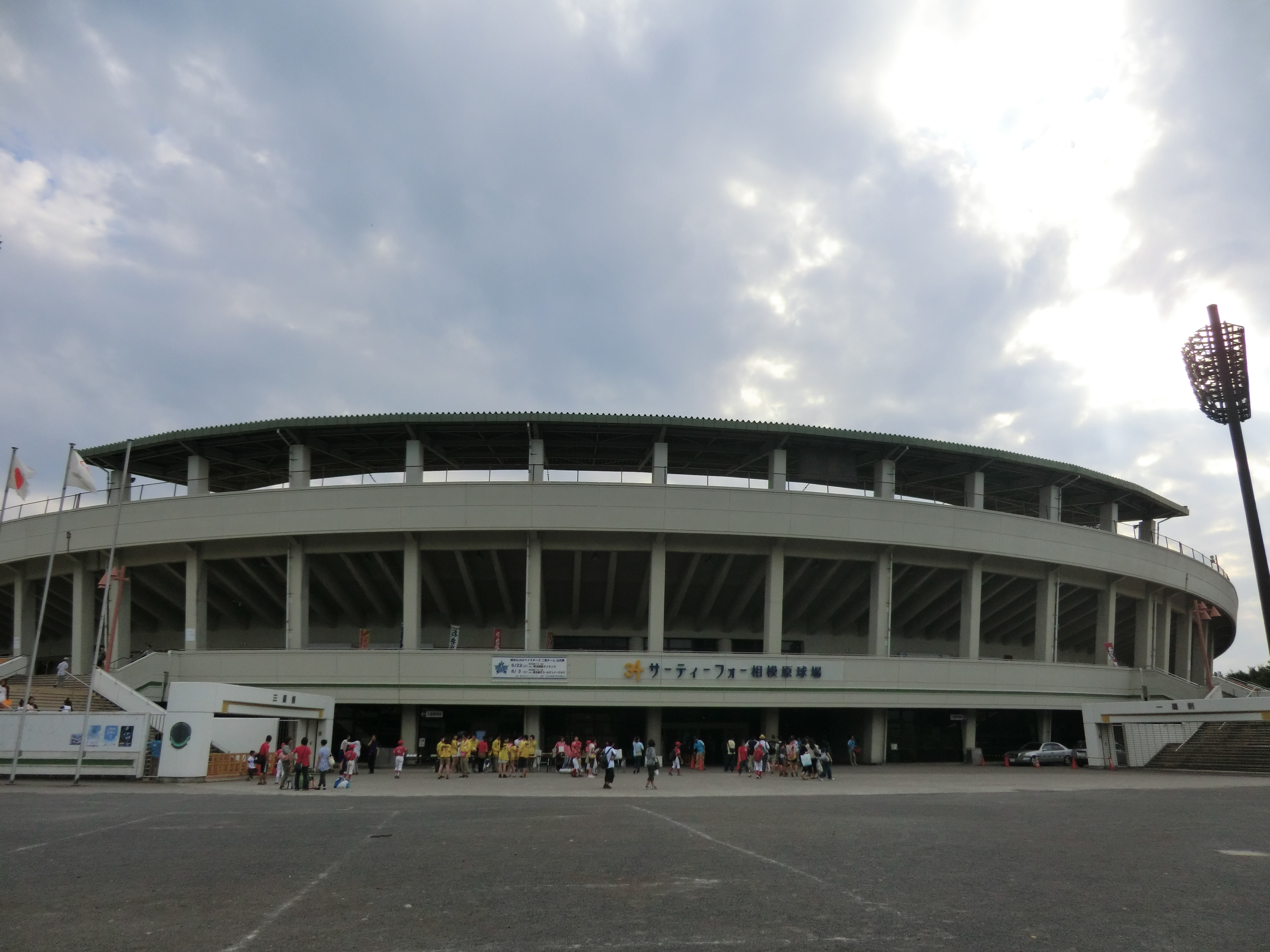
球場入口。2013年8月。

2010年8月、相模原市は新たな財源の確保や市民サービスの向上を図るため、市の公共施設に施設命名権（ネーミングライツ）を導入する方針を決定し「相模原市ネーミングライツ導入方針」を制定した。命名権売却の対象施設として相模原市文化会館（グリーンホール相模大野）と当球場を選定し、当球場について年額350万円以上、契約期間5年以上を条件に同年11月29日から2011年1月21日にかけてスポンサーの募集を行った。
公募期間中に3社から応募があり、選定委員会による審査を行った結果、同市緑区橋本に本社を置き、住宅の建設・分譲や不動産業などを手掛けるサーティーフォーに優先交渉権を付与することが決定。同社は年額611万円、契約期間5年の条件で公募していた。その後交渉が進められ、3月24日付で正式契約を締結した。契約期間は同年4月1日から2016年3月31日までの5年間（契約更新の可能性あり）。愛称は同社の社名を冠した「サーティーフォー相模原球場」に決定した。なお契約期間中も、相模原市の条例上の施設名称「相模原市立相模原球場」は変更しない。2016年4月1日には、さらに5年間更新されている。

## 主なエピソード
- 前述の通り、相模原で開催されるプロ野球（特に横浜戦）は雨に祟られる事が多い。
  - 2001年6月7日に開催する予定だった横浜ベイスターズ対広島東洋カープ戦は、当日朝から断続的な雨に見舞われ、更に夕方前に降り始めた雨が試合開始直前に激しくなった。強行可能な程度の雨量だったものの水捌けが悪いのが仇となり、結局グラウンドコンディション不良のため中止となった。これ以後、相模原球場での一軍公式戦は2002年に2試合組まれたのを最後に開催されなかった[要出典]。
  - 2007年5月30日、5年ぶりの一軍公式戦としてセ・パ交流戦・横浜対北海道日本ハムファイターズ戦が予定されていた。日本ハムにはファーム時代に相模原でプレーした選手もおり“里帰り”と期待されていたものの、スターティング・メンバー[6] が発表されるも試合開始が見合わされ、18時10分過ぎにこの試合も降雨により中止となった。2009年5月27日、セ・パ交流戦横浜対日本ハム戦が開催された。

※これら中止になった試合は相模原での振り替え開催はなく、横浜スタジアムの予備日復活開催に当てられた。
  - 翌2008年8月12日に横浜対東京ヤクルトスワローズの試合が、6年ぶりに無事行われた。
- 2004年10月2日、相模原市出身のバンド・キンモクセイの凱旋ライブが行われた[7]。
- 2011年4月5日、6日に読売ジャイアンツ対阪神タイガースの練習試合[8][9]（無観客試合[10]）が、同7日に一軍全体練習が行われた。これは東日本大震災後の電力事情を考慮し、電力消費量が多い東京ドームではなく、日中であれば昼光が利用でき、読売ジャイアンツ球場から近い本球場を代替地として使用したものである[要出典]。
- 2017年、10月下旬より横浜スタジアムで開催予定であった関東地区大学野球選手権大会は横浜DeNAの日本シリーズ進出によって当球場に変更（この大会は「横浜市長杯争奪」の冠が付いている）。

## 施設概要
- グラウンド面積：14,600m2
- 両翼：95m、中堅：120m

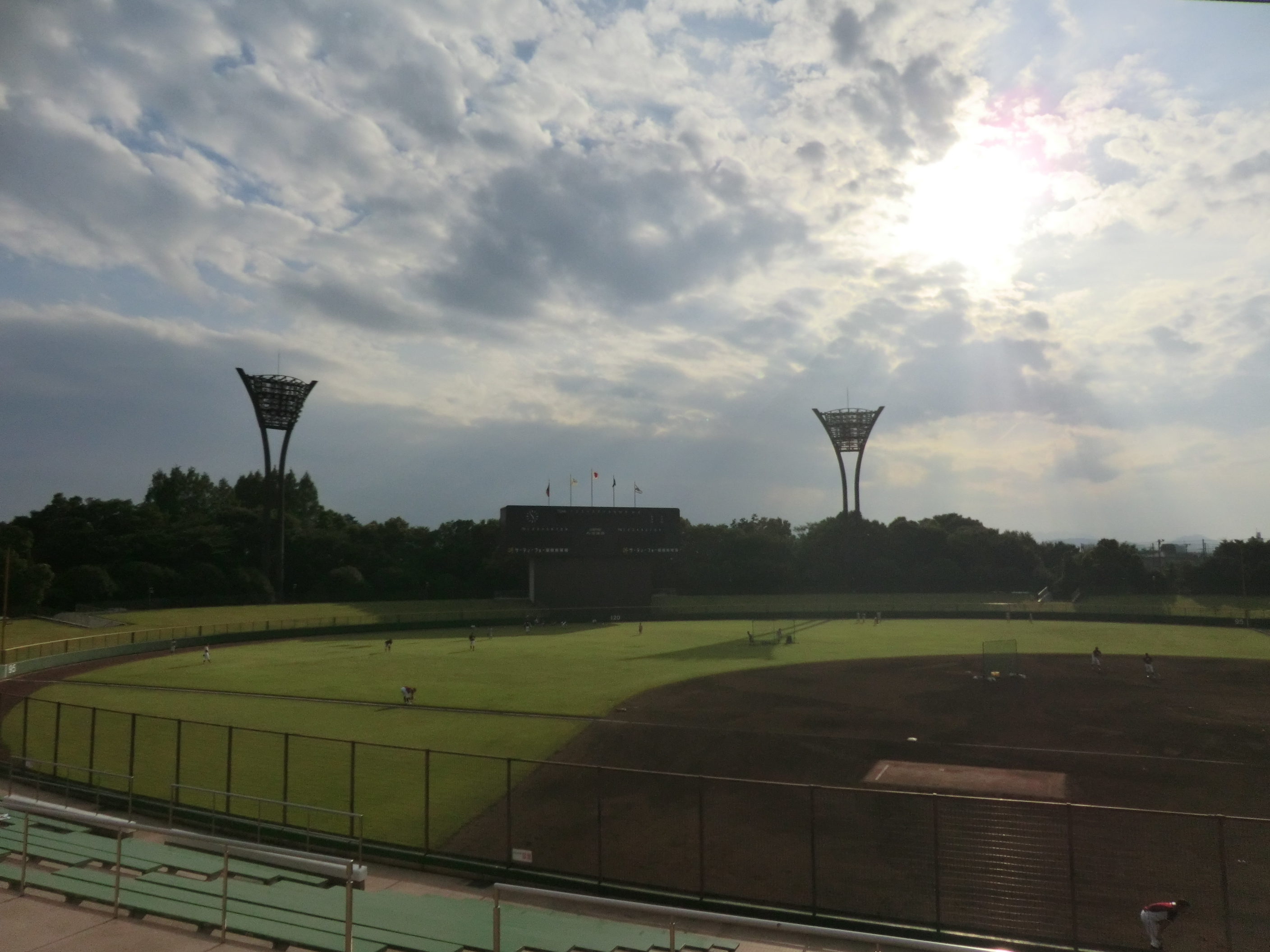
グラウンド。2013年8月。

- 収容人員：16,064人（内野・座席 8,064人、外野・芝生席 8,000人）
- スコアボード：電光式（LED使用。選手名表示部のチーム名と審判名は緑色、現在攻撃中の選手名と守備番号表示は赤色、その他は橙色表示）
  - 2008年までは得点部分のみ電球使用の電光式、その他はパネル式。右側にアメリカンフットボール式の得点表示部分（得点部・時間表示部＝電光式、チーム名表示部＝パネル式）があり、過去には関東学生アメリカンフットボール連盟の下部リーグの試合が行われたことがあった。
- 照明設備：照明塔6基
- 付属施設　ひばり球場（少年軟式野球・ソフトボール用）

## 交通
- 淵野辺駅南口から神奈中バス「（淵36・淵37）青葉循環」で「淵野辺公園」下車すぐまたは徒歩約30分
- 相模大野駅北口から神奈中バス「（相05）相模原駅南口行」で「淵野辺公園」下車すぐ